# Rioxa manto
Rioxa manto är en tvåvingeart som först beskrevs av Osten Sacken 1882.  Rioxa manto ingår i släktet Rioxa och familjen borrflugor. Inga underarter finns listade i Catalogue of Life.